# Josef von Löschner
Josef Wilhelm Freiherr von Löschner, o in ceco Josef Vilém z Löschneru (Kadaň, 7 maggio 1809 – Velichov, 19 aprile 1889), è stato un medico austriaco.

## Biografia
Nel 1834 conseguì il dottorato di medicina a Praga, e molti anni dopo ottenne la sua abilitazione per la balneologia (1841). Successivamente, diventò professore presso l'Università di Praga, dove nel 1862-63 fu rettore universitario. Nel 1862 fu nominato Landesmedizinalrat e nel 1865 Hofrat (consigliere); fu anche medico personale di Francesco Giuseppe I d'Austria.
Löschner è ricordato per il suo lavoro nel campo della balneologia. Sostenne le proprietà curative delle acque termali e scrisse numerosi articoli che promuovono le terme della Boemia. Queste pubblicazioni hanno contribuito a rendere le terme della Boemia una meta turistica popolare, in particolare le località di Karlovy Vary (Karlsbad) e Bílina.

## Opere
- Der Gießhübler Sauerbrunn, 1846.
- Die Versendung der Karlsbader Mineralquellen, 1847.
- Das Saidschitzer Bitterwasser, 1853.
- Der Sauerbrunnen zu Bilin, 1859.
- Johannisbad im böhmischen Riesengebirge, 1859.
- Beiträge zu Balneologie aus den Kurorten Böhmens, 1862.
- Balneologische Skizze von Tetschen-Bodenbach, 1862.
- Die Eisenwässer von Königswart, 1865.
- Teplitz und die benachbarten Kurorte, 1867.